# Binară semidetașată

O stea binară semidetașată.

În astronomie, o stea binară este numită (stea) binară semidetașată dacă una și doar una dintre stelele sale componente își umple lobul lui Roche. Se produce atunci un schimb de materie de la această stea spre cealaltă stea. Acest lucru are drept consecință modificarea evoluției sistemului. În majoritatea cazurilor, acest schimb de materie se traduce printr-un disc de acreție care se formează în jurul stelei primitoare. Acest gen de sistem este curent în nove, supernove de tip Ia, precum și în binare X și în alți microquasari.